# روری کلهون
روری کلهون (انگلیسی: Rory Calhoun؛ ۸ اوت ۱۹۲۲ – ۲۸ آوریل ۱۹۹۹) یک هنرپیشه، و تهیه‌کننده اهل ایالات متحده آمریکا بوده است.
از آثار بازیگری وی می‌توان به فیلم سپیده دم در سوکورو اشاره کرد.